# Autorretrato (Amedeo Modigliani)
Autorretrato es un óleo pintado en 1919 en París por el pintor italiano Amedeo Modigliani. Es una de sus obras más conocidas y su único autorretrato.

## Historia y descripción
Modigliani, que había estado pintando retratos a lo largo de su vida, no se retrató a sí mismo hasta finales de 1919, poco antes de su muerte. La pintura es de colores pastel claros y muestra al artista sentado en una silla, vestido con una chaqueta gruesa, con un pañuelo anudado al cuello y en la mano derecha sostiene la paleta llena de pinturas multicolores. La cabeza del artista está ligeramente inclinada hacia atrás. Un rostro delgado impenetrable e inaccesible. Los ojos, ni abiertos ni cerrados, llaman la atención, magnificando la sensación de soledad.
El autorretrato inspiró a escritores fascinados por su romanticismo a especular extensamente sobre su mensaje. Incluso si la mayoría de estas interpretaciones son conjeturas, se cree que la delgadez y emaciación del rostro, así como su cara pálida y tranquila, podrían deberse a la tuberculosis avanzada.
El retrato es muy parecido a las máscaras africanas que siempre fascinaron a Modigliani por su sencillez y consistencia. El artista parece capturar la esencia de sí mismo. Recurrió a su peculiar estilo para reflejar los llamativos matices propios de los síntomas de la tuberculosis, buscó en las esculturas de su amigo Brâncuși para reflejar la estudiada calma y finalmente en sus propias emociones para expresar la profundidad de la oscuridad escondida en los ojos estilizados. Quisiera o no, el artista pintó algo más que su propio rostro: pintó el rostro de la tuberculosis.